# 芭比之奇幻日記
《芭比之奇幻日記》（英語：The Barbie Diaries）是狮门娱乐於2006年5月9日以VCD和DVD的形式發售的錄影帶首映動畫作品。該作由美国的Curious Pictures担任動畫製作，是芭比動畫系列的第8部電影。这部電影講述了芭比在高中二年級的校園生活故事，她遇到了愛情、魔法日記和真正的友誼。
台灣於2006年4月28日由得利影視股份有限公司代理發行VCD和DVD，2007年12月21日再版發行。之後於2007年3月22日由時代娛樂股份有限公司代理發行VCD。
香港於2006年4月20日發行DVD，2008年2月19日發行VCD，由洲立影視有限公司代理發行。
中国大陆由中国录音录像出版总社出版，中录华纳家庭娱乐有限公司发行VCD和DVD。之后DVD又由新汇集团上海声像出版社有限公司再版发行。

## 劇情
在芭比和她的好朋友蒂亞、可妮的樂隊練習結束後，她們和好朋友凱文一起去了海滩邊，这是他们高中二年級開學前的最後一天，所以在日落時分，他们每个人都为新學期定製了自己的目標：芭比希望成为學校新聞頻道的主播；可妮希望成為一流的鼓手；蒂亞希望成为年級主席；但凱文卻拒絕大声說出他的願望。第二天，芭比和蒂亞、可妮一起開車去學校，但她們的死對頭瑞嬌搶佔了她们的停車位。在學校里，芭比見到了她的暗恋对象泰德，泰德是學校的校草，同時還是一個正在和瑞嬌約會的足球運動員。泰德和瑞嬌一起去了一塊草坪，那里是學校最受歡迎的風雲人物們玩耍的地方，芭比想象着自己也像他们一樣受歡迎。而瑞嬌卻嘲笑芭比在無時不刻地注意着泰德，於是芭比向她的朋友们提到，在瑞嬌走紅之前，她和瑞嬌曾經是朋友。芭比去找衛老師面试新聞主播，但瑞嬌也去面试了。沒想到的是瑞嬌成功得到了主播的位置，芭比則被指派為瑞嬌的助手。後來，凱文打電話給芭比，让她和她的两个朋友蒂亞和可妮一起到學校門口。凱文给芭比和她的朋友們看了一段泰德和瑞嬌吵架和分手的視頻，所以当芭比再次見到泰德时，她安慰了泰德，并認為自己有機會和泰德在一起。
凱文拍攝了蒂亞的年級主席競選視頻，而芭比和泰德的關係也逐漸升溫，泰德還開車送芭比回家。後來，芭比和凱文一起参加了一個電影之夜，凱文建議讓芭比和瑞嬌一起主持學校新聞頻道。芭比問衛老師是否可以让她担任聯合主播，但前提是只有在她的話題足够勁爆時，衛老師才会同意。泰德来看芭比，但瑞嬌想让他离开。芭比的朋友们都很支持她和泰德成为朋友，并說他们可以一起去参加學校的秋季舞会。泰德還讓芭比去看他的足球訓練，泰德对芭比的关注越来越多，这让瑞嬌很是惱火。芭比和蒂亞、可妮一起去商場購買秋季舞会的服裝，但泰德卻突然打電話給芭比，并告诉她他又在和瑞嬌約會了。同時，瑞嬌和她的死黨朋友麗姬和唐妮也在同一家商店購物，她挑選了芭比看中的服裝。然而一位名叫史蒂芬的女店員目睹了這一幕，她為芭比感到難過，并免费送給她和她的朋友們一人一條精美的手鏈，而送給芭比的手鏈還附送一本日記本，芭比說她沒有寫日記的習慣，但女店員告訴她說用這本日記本寫下日記說不定會有神奇的效果。第二天在學校，芭比覺得自己受到了羞辱，于是在日記里都記錄了下來。後來，她的手鏈意外掉了，當她找到手鏈时，她看到了一張秋季舞會樂隊海選的海報。於是芭比和蒂亞、可妮報名參加了。芭比後來告訴凱文，瑞嬌关心的只是自己受不受歡迎，而不是新聞。芭比為了製造熱門話題，她想到的第一個話題就是報道受歡迎的學生和不受歡迎的學生到底有什麼區別。
凱文给芭比帶來了一台相機，放在了她的房間裡。蒂亞和可妮發現了凱文對芭比有好感。不過凱文并不想告訴芭比他對她的感覺，因為芭比現在已經愛上了泰德。在學校裡，蒂亞和可妮親眼目睹了泰德和瑞嬌的爭吵。芭比給蒂亞和可妮展示了偽裝成熒光筆的唇彩。芭比在她的儲物櫃里發現了一個神秘愛慕者給她的紙條。蒂亞和可妮知道這個神秘的愛慕者就是凱文，但芭比卻不知道，還一直以為是泰德。芭比被其他學生要求用熒光筆來製作口红，因此而備受歡迎。麗姬和唐妮邀请芭比和她们一起去玩，而不是蒂亞和可妮。凱文後來去問芭比她的暗戀者是誰，芭比則說是泰德。瑞嬌警告麗姬和唐妮不要和芭比一起玩，但她們卻无视她，還是花時間和芭比待在一起。瑞嬌試圖讓芭比痛苦，但芭比直接無視了她。芭比仍然会收到愛慕者的秘密來信，最近的一封信上说她會在午餐時見到她的爱慕者。當她和凱文坐在一起時，她見到了泰德，並向他打招呼，芭比仍然认为那個神秘愛慕者是泰德。芭比和她的好朋友組成的樂隊成功地参加了秋季舞會的試鏡，但隨後她們被叫到了校長辦公室。因為芭比用熒光筆製作唇彩的事被校長知道了，於是校長罰這三个女孩去學校食堂洗盤子。芭比意识到是瑞嬌在校長面前告發了她，還牽連到了她的朋友。蒂亞和可妮並沒有指責芭比，還對告發芭比製作唇彩的事很生气，但當她們在廣播里聽到她們將在秋季舞會上表演的消息時，三人都興奮起来。芭比認為她的好運正是因為她寫了日記。她意識到在魔力手鏈的加持下，她在奇幻日記里寫的一切願望都實現了。芭比回到商店去找給她奇幻日記的女店員，但店里的女店員卻換了人，女店員說她不知道史蒂芬是誰，還說這家店的店員一直都是她。在學校里，芭比和可妮帮助蒂亞为她的年級主席競選張貼傳單。她們还帮助蒂亞在午餐時間舉行宣傳集會。芭比又收到了愛慕者的来信，還說她会告诉麗姬和唐妮，泰德和瑞嬌在約會的時候，她收到了泰德的情書。芭比认为如果她這樣告诉麗姬和唐妮，她们會開始更加信任她，从而完善她的新聞報道。蒂亞和可妮不确定芭比說的是不是真的，因为她们知道給芭比寫情書的人是凱文。芭比在草坪上把泰德給她寫情書的事告诉了麗姬和唐妮，而不是在蒂亞的集會上。
隨着芭比在學校里變得越來越受歡迎，她開始和麗姬和唐妮一起玩，為了收集話題素材，芭比主動和她們拉進距離。芭比在分別採訪麗姬和唐妮時，居然發現她們會說另一個人的壞話，芭比感到很驚訝，平時看到她們是形影不離的好朋友，但在背後卻還有另外一面。芭比在與麗姬和唐妮相處的過程中，漸漸樂在其中，比以前更受學生們的歡迎和尊重了。因為與麗姬和唐妮拉近了關係，從而忽略了和原本支持自己的好朋友蒂亞和可妮在一起的相處時間，同時還沾染上了一些不好的習慣。而且芭比在加入麗姬和唐妮後，漸漸地也會通過說別人的壞話來拉近與她們之間的距離，而且還在麗姬和唐妮的圈子裡說漏了蒂亞的糗事，害得蒂亞在學校裡被人嘲笑，這讓蒂亞感到很生氣。蒂亞和可妮意識到芭比更願意受人歡迎，更願意繼續做她的新聞話題，而不是與她們一起排練表演。但凱文卻向蒂亞和可妮展示了他製作的預告片，以證明芭比只是在演戲。當芭比與麗姬和唐妮坐在廣受歡迎的草坪上時，她們告诉芭比去和泰德谈谈那些秘密愛慕者的來信。芭比給衛老師看了她收集的話題录像，衛老師十分滿意，他打算让芭比在周五晚上直播。在樂隊排練時，芭比和她的朋友們慶祝芭比成为了主播。芭比感谢她们的耐心和支持，但麗姬和唐妮前來與芭比对峙，指責芭比是在利用她們製造話題，於是就不和芭比在一起玩了。瑞嬌從麗姬和唐妮的口中得知了泰德有可能在給芭比發送秘密紙條的事，然后麗姬和唐妮又告诉瑞嬌說芭比有一條能給她帶來好運的魔力手鏈，於是瑞嬌從芭比的儲物櫃裡偷走了手鏈。
凱文向蒂亞和可妮展示了芭比将要在學校新聞頻道播出的影片時，她們發現芭比对她们進行了八卦和散佈謠言。於是她們不想再做芭比的朋友了，也不想再参加秋季舞会了。當芭比上電台播報她收集的話題新聞時，蒂亞和可妮還是觀看了。芭比決定不放她的話題影片，而是播放了凱文拍的一部紀錄片。她通過電台向她的朋友们表示道歉，好在芭比的朋友們都知道芭比的為人，所有都原諒了她，并同意一起在秋季舞會上表演。芭比對自己失去了手鏈表示很傷心，但凱文安慰她，讓她对自己更有信心。芭比和她的朋友們一起在秋季舞會上成功進行了表演。在舞會上，蒂亞再次對全校學生解釋了之前有關自己的謠言。看着失去了手鏈的芭比還能如此幸運，瑞嬌讓泰德和她一起离开舞會，但泰德卻不理她，前來邀請芭比一起跳舞。芭比對泰德提到了秘密紙條的事，但当泰德说不是他寫的時候，她意識到凱文才是她的秘密愛慕者。於是她離開泰德來和凱文一起跳舞，凱文把瑞嬌偷走的手鏈還給了芭比，那是瑞嬌離開舞會後在地板上找到的……

## 配音員
| 角色                       | 英語原聲                              | 國語配音 | 國語配音 | 國語配音 |
| 角色                       | 英語原聲                              | 中国大陆 | 台湾     | 广东话   |
| -------------------------- | ------------------------------------- | -------- | -------- | -------- |
| 芭比（Barbie）             | 凱莉·謝里丹（對白） 斯凱·威楠（唱歌） | 司徒影   | 李直平   | 潘芳芳   |
| 蒂亞（Tia）                | 艾琳·馬修斯                           | 郑莉     | 詹雅菁   | 郭碧珍   |
| 可妮（Courtney）           | 莎拉·艾德蒙森                         | 陈咪娜   | 郭馨雅   | 麥智鈞   |
| 瑞嬌（Raquelle）           | 恰拉·赞尼                             | 章瑾     | 林美秀   | 張雅麗   |
| 凱文（Kevin）              | 马特·希尔                             | 谭欣伟   | 于正昌   | 陳祖兒   |
| 泰德（Todd）               | 安德鲁·弗朗西斯                       | 黎泓和   | 孫誠     | 陳仕文   |
| 麗姬（Regen）              | 瑪莉克·亨德里克瑟                     | 谢佳     | 龍顯蕙   | 何美賢   |
| 唐妮（Dawn）               | 安娜·卡默                             | 赵冰冰   | 姚敏敏   | 黃紫嫻   |
| 史蒂芬（Stephonie）        | 希瑟·多克森                           | 田玉洁   | 孫若瑜   | 杜雯惠   |
| 衛老師（Mr. Wexler）       | 约瑟夫·梅                             | 赵威     | 符爽     | 古明華   |
| 皮校長（Principal Peters） | 凱西·薇瑟樂克                         | 李俊英   | 鄭仁君   | 謝月美   |
| 化學老師（Mr. Bennett）    | 迈克尔·丹杰菲尔德                     | 李宗强   | 康殿宏   | 龔國強   |
| 女店員（Other Sales Girl） | 塔碧莎·卓曼                           | 谢佳     | 姜瑰瑾   | 蘇青鳳   |

## 歌曲
THIS IS ME
製作：Amy Powers, Michèle Vice-maslin, Dorian Cheah
演唱：Skye sweetnam
INVISIBLE
製作：Martin Briley, Chris Pelcer
演唱：Kesha
I DON'T WANNA SLEEP
製作：Della Cioppa, Saleem Asad, Rod Michael, Amy Powers
演唱：Deanna Della Cioppa
Where You Belong
製作：Dana Calitri, Mattias Gustafsson, Nina Ossoff
演唱：Huckapoo
Real Life
製作：Martin Briley, Russ DeSalvo, Dana Calitri
演唱：Skye Sweetnam
Girl Most Likely To
製作：Nina Ossoff, Kathy Sommer, Dana Calitri
演唱：Skye Sweetnam
Feels Like Love
製作：Martin Briley, Russ DeSalvo, Dana Calitri
演唱：Skye Sweetnam
Note To Self
製作：Christy Carlson Romano & Andy Marvel
演唱：Skye Sweetnam
Fate Finds A Way
製作：Michael Sakolir
演唱：Elanya

## 配音譯製人員
中国大陆國語版工作人員
- 翻译：黄国新
- 导配：蔡济生
- 混音：黎志雄
- 统筹：关惠霞
- 录制：创声配音制作有限公司

廣東話版工作人員
- 導配：謝月美
- 翻譯：黃國新
- 混音：黎志雄
- 統籌：關惠霞
- 錄製：創聲配音製作有限公司

台灣國語版工作人員
- 翻譯：林伶倩
- 混音師：楊子介、林啟隆
- 聲音導演：孫世憶
- 製作總監：陳國偉
- 錄製：偉憶數位科技股份有限公司

## 備註
1. 1 2  依照芭比系列電影上映次序。

## 資料來源
1. ↑  . Albuquerque Journal. 2022-01-27  [2022-01-27]. （原始内容存档于2021-10-24） （英语）.
2. ↑  . IMDb.COM. 2022-01-27  [2022-01-27]. （原始内容存档于2022-01-27） （英语）.
3. ↑  . 2022-01-27  [2022-01-27]. （原始内容存档于2022-01-27） （中文（臺灣））.
4. ↑  . 2022-01-27  [2022-01-27]. （原始内容存档于2022-01-27） （中文（臺灣））.
5. ↑  . 2022-01-27  [2022-01-27]. （原始内容存档于2022-01-27） （中文（臺灣））.
6. ↑  . 2022-01-27  [2022-01-27]. （原始内容存档于2022-01-27） （中文（臺灣））.
7. ↑  . 2022-01-27  [2022-01-27]. （原始内容存档于2022-01-27） （中文（香港））.
8. ↑  . 2022-01-27  [2022-01-27]. （原始内容存档于2022-01-27） （中文（香港））.

## 外部鏈接
- 互联网电影数据库（IMDb）上《芭比之奇幻日記》的资料（英文）
- 豆瓣电影上《芭比之奇幻日記》的資料 （简体中文）
- AllMovie上《芭比之奇幻日記》的资料（英文）
- 爛番茄上《芭比之奇幻日記》的資料（英文）